# Tribunal judiciaire de Saverne
 (juillet 2016).
Si vous disposez d'ouvrages ou d'articles de référence ou si vous connaissez des sites web de qualité traitant du thème abordé ici, merci de compléter l'article en donnant les références utiles à sa vérifiabilité et en les liant à la section « Notes et références ».
Le tribunal judiciaire de Saverne, dans le Bas-Rhin est une juridiction de première instance dépendant de la cour d'appel de Colmar, dont la compétence territoriale s'étend de l'Alsace Bossue (Sarre-Union) jusqu'à la vallée de la Bruche (Schirmeck) le ressort recouvrant approximativement la moitié Ouest du Bas-Rhin.

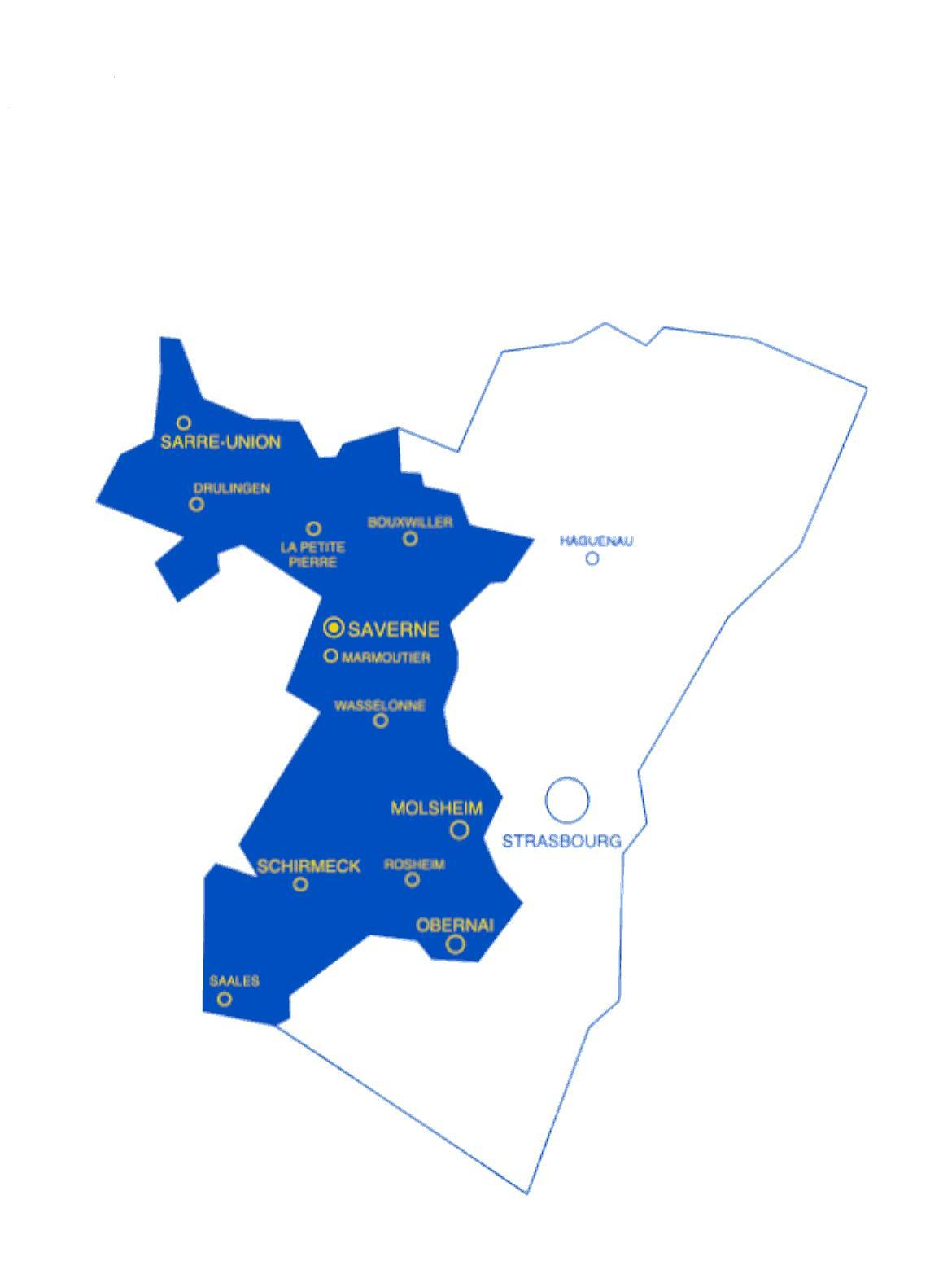
Le ressort du tribunal de Saverne.

## Histoire
L’existence d’une juridiction dans la ville de Saverne remonte au XVe siècle, à l’époque où, en 1417, l’évêque Guillaume II de Diest choisit Saverne pour résidence et y installa la régence épiscopale. 
Ce tribunal était une cour d’appel (Appellhof), auquel s’adressaient en deuxième instance dix offices, nombre de villes et de corporations, et qui n’avait au-dessus de lui que la Chambre impériale, puis, à partir de la suzeraineté française, le conseil souverain d'Alsace en tant qu’instance suprême.
Le ressort de cette juridiction d’appel comprenait sept bailliages du Bas-Rhin, trois bailliages du Haut-Rhin et les magistratures et prévôtés de dix-sept villes. 
En l’an 1579, Jean IV de Manderscheit-Blankenstein (le château du Haut-Barr a été restauré du temps de ses fonctions) a édicté des dispositions sur la procédure juridictionnelle. La procédure était devenue indispensable en raison de litiges complexes. Le nombre des juges et des avocats admis a changé avec le temps. Leur présence à Saverne a contribué à l’élévation du niveau intellectuel et même à l’amélioration matérielle. 

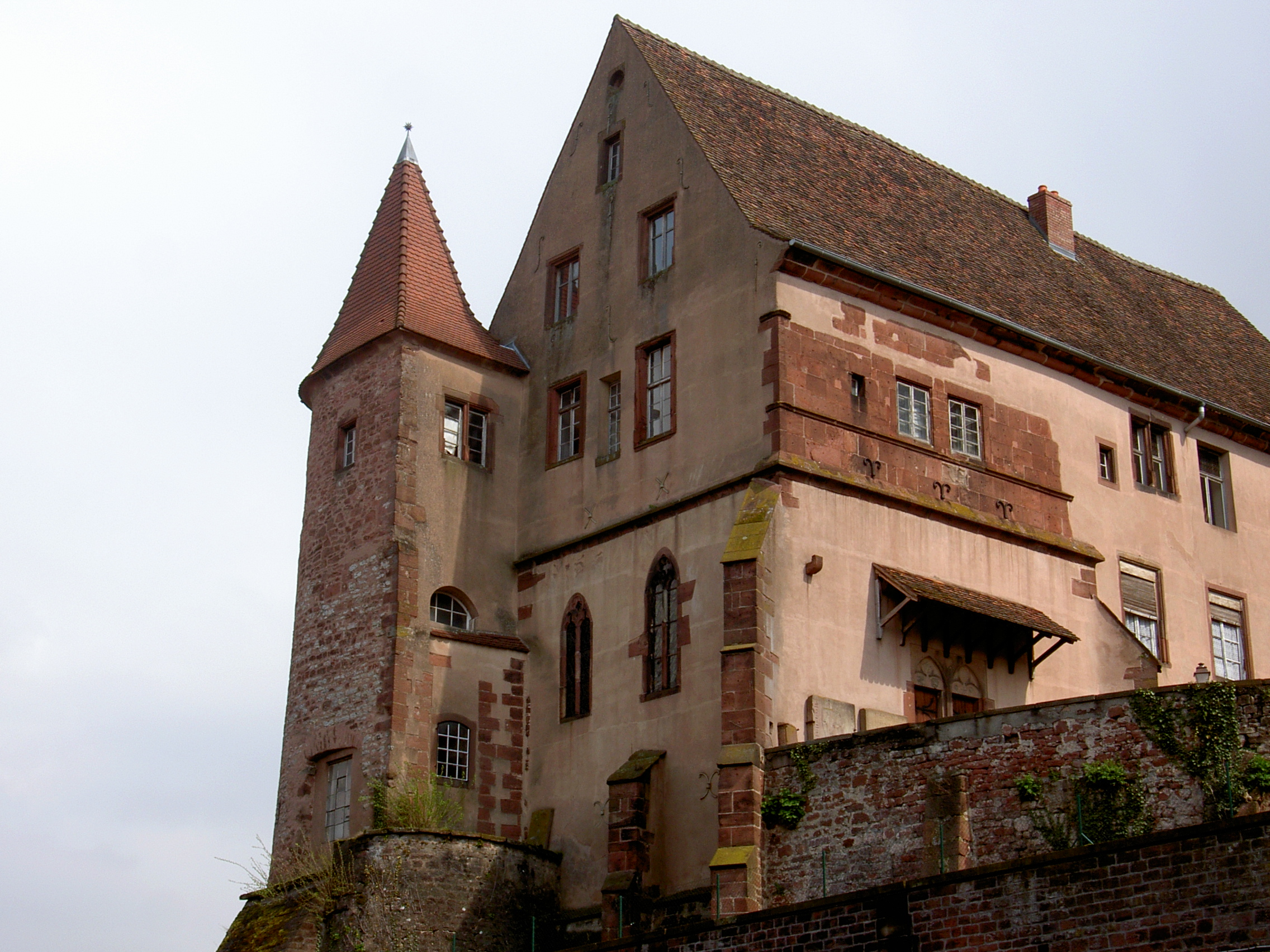
L'Oberhof.

Le siège de la juridiction était tout d’abord l’Oberhof, c'est-à-dire le bâtiment se trouvant actuellement directement derrière l’église (Oberkirche). En 1617, sous Léopold Guillaume d'Autriche, le tribunal fut transféré au fossé communal inférieur (la maison Fuchs). En 1738, le cardinal Armand Gaston de Rohan fit édifier le bâtiment actuel sur le rempart de la ville. Le bâtiment accolé du tribunal cantonal (aujourd'hui le tribunal d'instance) ne sera construit que bien plus tard, en 1899.
La présence du conseil de régence de l’évêché de Strasbourg à Saverne dura tant que les évêques y maintinrent leur résidence et ce, jusqu’à la Révolution française.
Les juridictions féodales furent supprimées à l’époque révolutionnaire et la loi des 16-24 août 1790 avait prévu l’existence d’un seul tribunal civil par district. Saverne n’était alors plus qu’un chef lieu de canton du district de Haguenau. La question du siège du tribunal de district se posa donc entre les villes de Saverne et Haguenau. Les représentants de la ville de Saverne, où résidait déjà tout le monde judiciaire issu de l’ancien conseil de régence firent valoir les avantages de Saverne du fait de sa situation géographique et de son passé judiciaire.

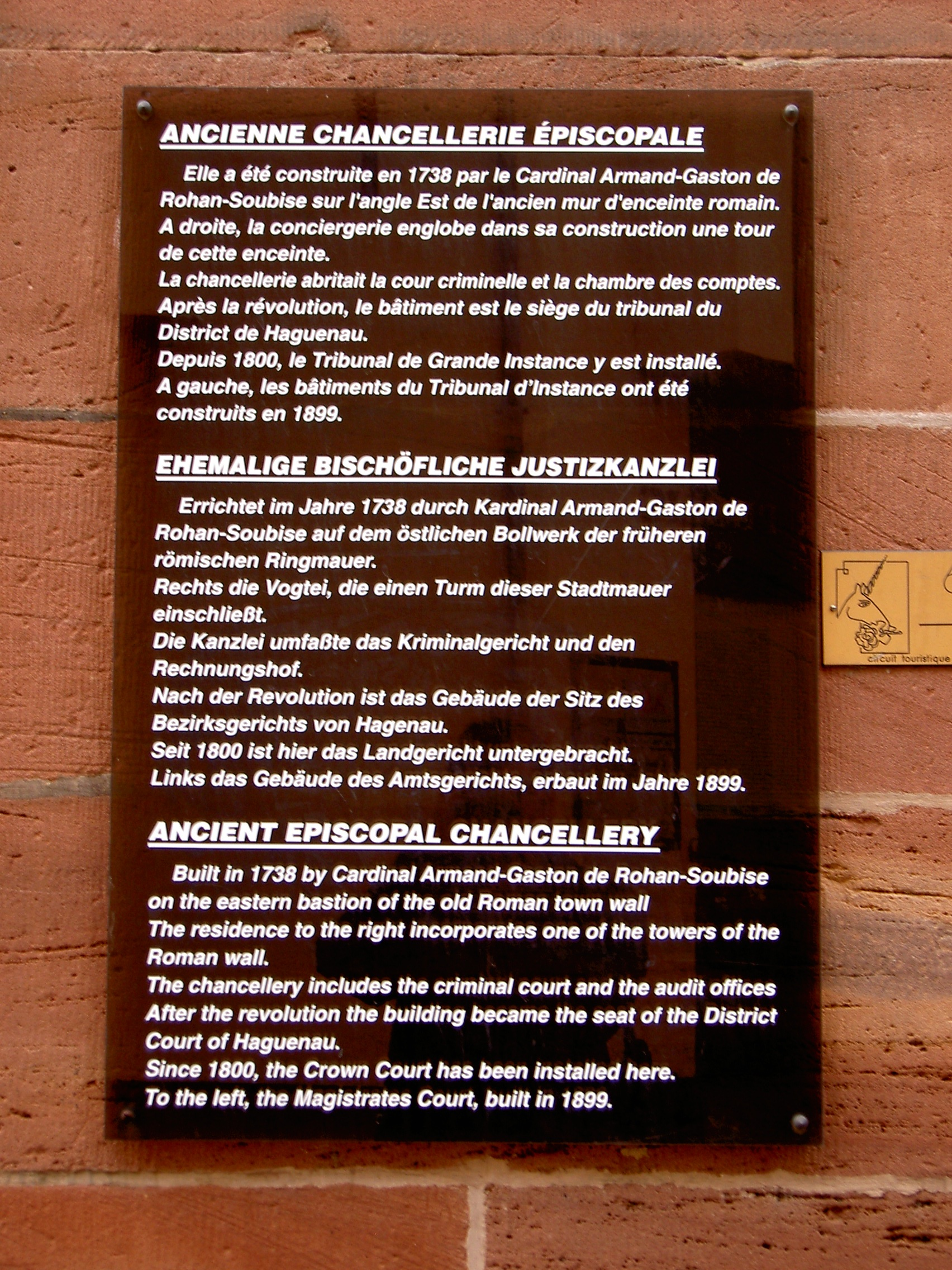
Description historique sur le Tribunal de Saverne.

La constitution de l'an III (Directoire) ne laissa subsister (article 216) qu’un seul tribunal civil par département. Toutefois, par décret du 19 vendémiaire an IV (11 octobre 1795) fut rétabli à Saverne un tribunal correctionnel compétent pour le jugement des délits sur un ressort comprenant les cantons de Bischwiller, Bouxwiller, Brumath, Diemeringen, Drulingen, Fort Vauban, Haguenau, Harskirchen, Hochfelden, Marmoutier, Sarre-Union, Saverne, Truchtersheim, Wolfskirchen. 
Un autre tribunal correctionnel fut créé à Sarre-Union par décret du 19 ventôse an VII 
(19 mars 1799).
La réforme administrative napoléonienne sous le Consulat avait prévu de rétablir les tribunaux civils. Bouxwiller tenta d’obtenir la création d’un tribunal en sa commune mais échoua. Le 28 pluviôse an VII (17 février 1800) Saverne redevint le siège d’un tribunal civil de 6e classe (comprenant 1 président, 2 juges, 2 juges suppléants, 1 commissaire du gouvernement – appelé procureur impérial à partir de 1804) pour une circonscription couvrant les cantons de Sarre-Union, Drulingen, La Petite-Pierre, Bouxwiller, Hochfelden, Marmoutier, Saverne, Diemeringen, Harskirchen, Wolfskirchen, Ingwiller. Le Bas-Rhin comportait alors 4 tribunaux civils : Strasbourg – Sélestat (remplaçant Barr) – Wissembourg – Saverne.
En 1870 une réforme administrative conduit au découpage des arrondissements de Haguenau, de Strasbourg-Campagne, de Molsheim et d’Erstein. Le canton de Hochfelden fut alors détaché de l’arrondissement de Saverne pour l’être à celui de Strasbourg-Campagne.
La loi organique du 14 juillet 1871 modifia la carte judiciaire des trois départements du Haut-Rhin, du Bas-Rhin et de la Moselle. Dans le Bas-Rhin n’allaient subsister que deux tribunaux civils. Il a été envisagé de ne laisser un tribunal civil qu’à Strasbourg et à Sélestat. Une requête fut adressée au chancelier de l’Empire allemand dans le but d’assurer le maintien à Saverne d’un tribunal de 2e instance. En 1871, un tribunal régional (Landgericht) fut maintenu à Saverne. Son ressort était constitué par les arrondissements de Saverne, de Molsheim, le canton d’Obernai, l’arrondissement d’Erstein et celui de Sarrebourg en Moselle. Les cantons de Drulingen et de Sarre-Union furent quant à eux rattachés au ressort du tribunal de Sarreguemines.
Pendant l’occupation allemande,  en 1941, des trois départements d’Alsace et de Moselle, l’arrondissement de Sarrebourg fut détaché du ressort du Tribunal de Saverne au profit de celui du tribunal de Sarreguemines et les cantons de Sarre-Union et de Drulingen furent rattachés à celui de Saverne. Il s’agissait de considérations purement politiques visant à créer d’une part le Gau Westmark comprenant le département de la Moselle et la Sarre, d’autre part le Gau Baden-Elsass comprenant les départements du Haut-Rhin, du Bas-Rhin et l’ancien Grand-duché de Bade.

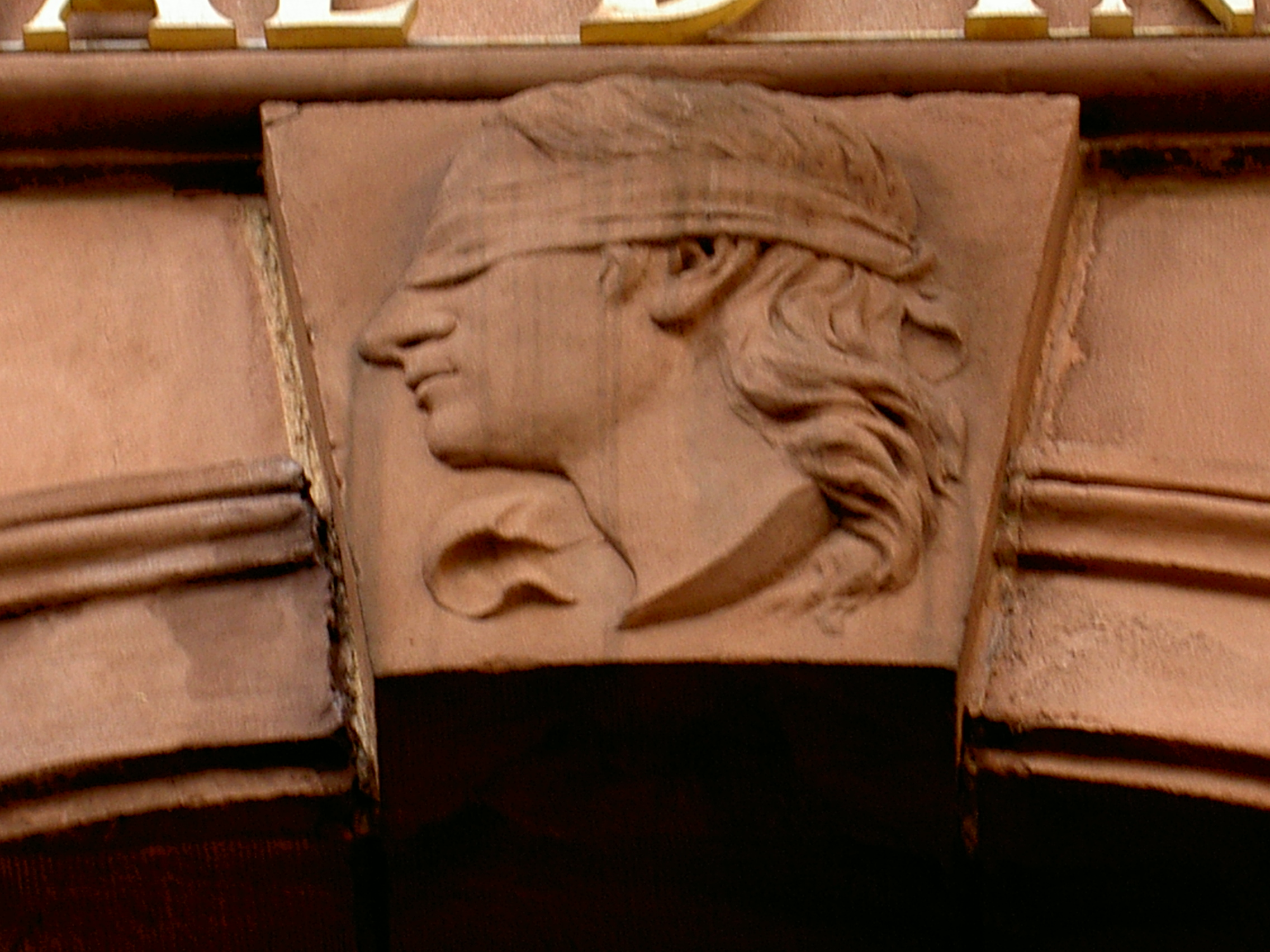
Détail du Tribunal d'instance de Saverne

Après la Libération, le tribunal de Saverne fut rétabli dans son ressort d’avant 1939. Mais par une ordonnance du 1er octobre 1945,  le ressort de Sarrebourg fut rattaché au tribunal de Metz et les cantons de Drulingen et de Sarre-Union furent de nouveau rattachés au ressort de Saverne.
En 1958 eut lieu une réforme de la carte judiciaire. Il fut envisagé dans l’intérêt des justiciables de Sarrebourg de rétablir le tribunal de Saverne dans son ressort d’avant-guerre mais en définitive, la solution de l’ordonnance de 1945 fut maintenue.
En 1968 il a de nouveau été question de la suppression du tribunal de Saverne
Un projet de réforme judiciaire a suscité une levée de boucliers dans la région de Saverne et des interventions de la part du bâtonnier Lehnhart et du député Westphal jusqu’auprès du Premier ministre Maurice Couve de Murville. Les maires de 95 communes du ressort manifestèrent par écrit leur soutien au maintien du tribunal de grande instance de Saverne. Le 19 février 1969 André Bord, secrétaire d’État près du ministre de l’Intérieur, donnait son assurance que le ministre de la Justice et le gouvernement feraient tout ce qui serait possible pour que la ville se Saverne conserve sa juridiction de première instance, puis confirmait le 21 avril 1969, qu’il avait été décidé de ne prévoir aucune suppression de juridiction dans le cadre de la réforme judiciaire.
En 1989-1990 a été supprimée la maison d’arrêt de Saverne.
Les  protestations du barreau de Saverne et l’intervention du sénateur Marcel Rudloff n’empêchèrent pas la fermeture de la prison de Saverne intervenue le 15 février 1990.

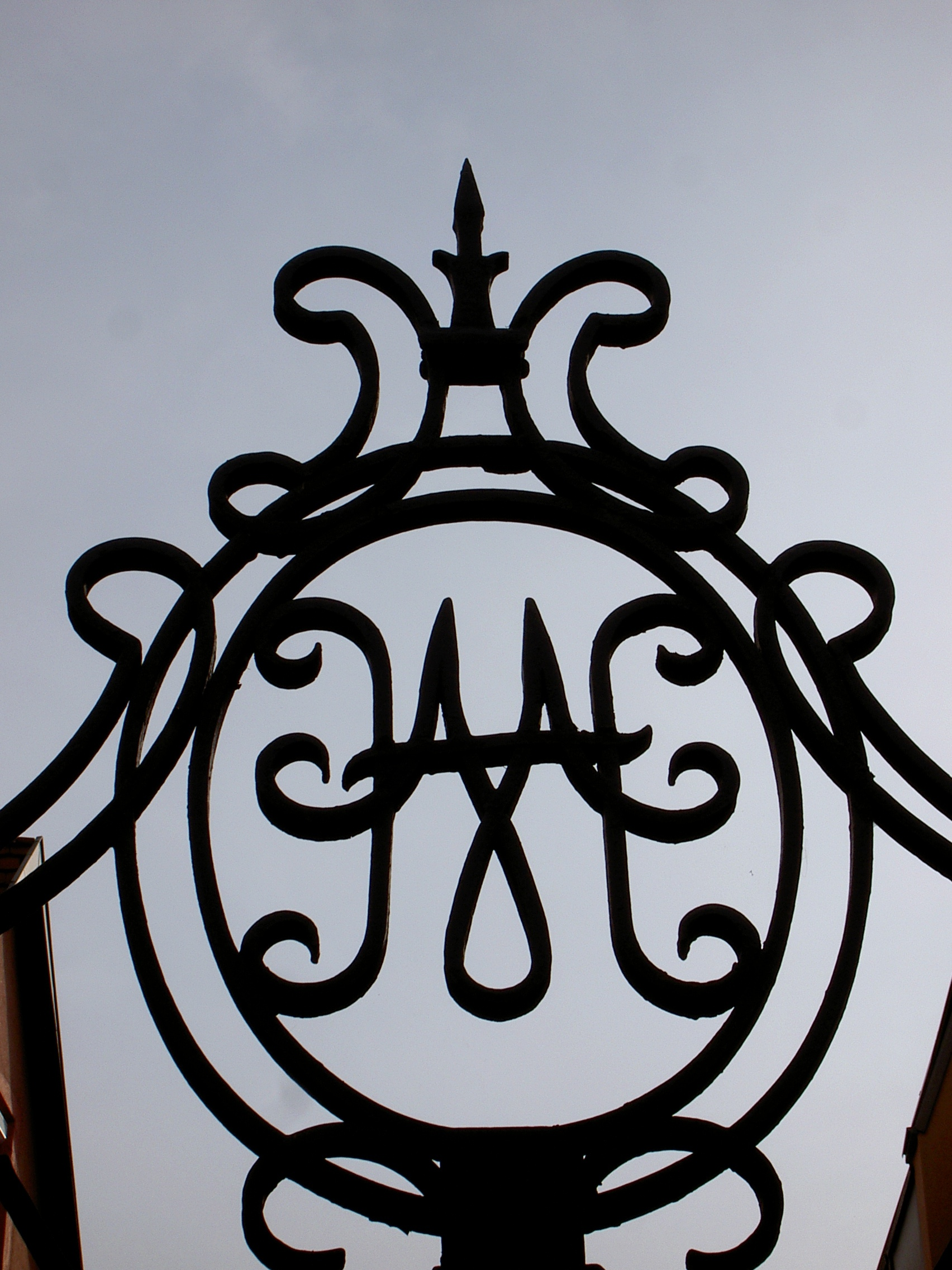
Détail du portail

En 2001, sous l’égide de Madame Marylise Lebranchu, Garde des sceaux, fut lancé un nouveau projet de réforme de la carte judiciaire dont la finalité était la suppression de petites juridictions. Cette réforme restera lettre morte en particulier du fait du changement législatif et gouvernemental de 2002.
La réforme de la carte judiciaire est réapparue dans le programme de certains candidats à l’élection présidentielle en 2007. 
Dans la réforme mise en place par la Garde des Sceaux, Rachida Dati, l'existence du Tribunal de Saverne a été préservée.

## Utilisation actuelle
Dans le palais de justice se trouvent les services suivants :
- tribunal de grande instance (chambre civile et chambre commerciale) ;
- tribunal d'instance ;
- tribunal paritaire des baux ruraux ;
- tribunal correctionnel ;
- tribunal de police ;
- tribunal pour enfants ;
- procureur de la République ;
- livre foncier ;
- registre des associations ;
- registre du commerce.

### Tribunal d'instance
Dans ce bâtiment se trouvent :
- au sous sol les services du registre du commerce et des sociétés ;
- au rez-de-chaussée, les greffes du Juge d'instruction et du Juge de l'application des peines, le service du livre foncier ;
- à l'étage les greffes du tribunal d'instance et du tribunal de police, ainsi que le registre des associations, mais aussi le greffe de la chambre commerciale du tribunal de grande instance.

La construction de ce bâtiment a été réalisée en 1899. Une grille qui clôturait autrefois la cour du tribunal d'instance a depuis été supprimée.

### Tribunal de grande instance
Dans ce bâtiment construit en 1738 se trouvent les services du tribunal de grande instance :
- procureur de la République et services du parquet ;
- greffe du tribunal correctionnel ;
- greffe de la chambre civile du tribunal de grande instance et du juge aux affaires familiales ;
- greffe du tribunal pour enfants ;
- bibliothèque ;
- salle d'audience ;
- ordre des avocats.